# Диавара, Анж
Анж Бидье Диавара (фр. Ange Bidie Diawara; 1942, Сибити — 1973, Гома Це-Це) — конголезский леворадикальный политик и военный. Сподвижник президента Массамба-Деба, затем участник его свержения, соратник президента Нгуаби. Лидер ультралевой оппозиции в Конголезской партии труда и правительстве Народной Республики Конго. Организатор неудачной попытки переворота против Нгуаби 22 февраля 1972 года. Лидер повстанческого Движения 22 февраля. Убит при захвате в плен. Впоследствии реабилитирован.

## Партийно-государственный деятель
Родился в административном центре департамента Лекуму. Учился на экономиста. После свержения президента Фюльбера Юлу примкнул к партии Национальное движение революции. Был функционером молодёжной организации правящей партии и Гражданской обороны — ополчения сторонников президента Альфонса Массамба-Деба.
В июле 1968 года Анж Диавара поддержал Мариана Нгуаби в конфронтации с Массамба-Деба. Сыграл важную роль в переходе «Гражданской обороны» на сторону Нгуаби. В учреждённом 4 августа 1968 Национальном совете революции Диавара занял пост заместителя председателя Нгуаби, курировал вопросы обороны и безопасности. Состоял в Государственном совете. Получил офицерское звание лейтенанта конголезской армии.
В 1969 Анж Диавара выступил одним из основателей марксистско-ленинской Конголезской партии труда и вошёл в состав политбюро ЦК КПТ. В 1970 стал министром водного и лесного хозяйства Народной Республики Конго.

## Леворадикальный оппозиционер
Анж Диавара придерживался ортодоксально-марксистских взглядов с ультралевым уклоном. Своим антибуржуазным радикализмом он напоминал Че Гевару, антибюрократическими инвективами — Троцкого. Диавара пользовался широкой популярностью в партии, особенно в молодёжной организации и среди части армейского офицерства. Считался лидером «левого крыла» КПТ («правое» возглавлял Жоаким Йомби-Опанго). При этом его левопопулистские взгляды во многом противоречили «канонам марксизма-ленинизма-маоизма».
Диавара был склонен к идеалистическому толкованию официальных лозунгов КПТ. Он открыто выражал возмущение диктаторскими тенденциями Нгуаби, его трайбалистскими приоритетами, бюрократизмом, некомпетентностью и коррупцией партийно-государственного аппарата. Правящий режим Диавара характеризовал как OBUMITRI (Oligarchie-Bureaucratico-Militaro-Tribaliste — «Олигархия-Бюрократия-Милитаризм-Трайбализм»).

Красный идеалист, столкнувшийся с «реальным социализмом». Случай совсем нередкий.

В конце 1971 Анж Диавара и его сторонники солидаризировались со студенческими протестами в Браззавиле. На заседании ЦК КПТ они попытались отстранить Нгуаби от власти. Однако президент удержал контроль над ситуацией, опираясь на поддержку армейского командования, во главе которого стояли Жоаким Йомби-Опанго и Дени Сассу-Нгессо.

## Повстанческий лидер
22 февраля 1972 года Анж Диавара возглавил попытку свержения президента Нгуаби. Попытка была подавлена войсками под командованием Йомби-Опанго. Диавара и его ближайшие соратники были арестованы, но сумели бежать. Партизанское сопротивление Движения 22 февраля (M 22) продолжилось в джунглях департамента Пул.
Программа движения излагалась в манифесте Диавары Autocritique du M 22 — Самокритика М 22. С леворадикальных позиций Диавара обвинял Нгуаби в диктатуре, трайбализме, коррупции, «буржуазном перерождении», «сговоре с французским империализмом».
В марте 1973 правительственные войска вытеснили M 22 на территорию Заира. Президент Мобуту распорядился выдать Диавару и его соратников властям НРК. Все они были убиты без суда. Досконально место смерти Анжа Диавары неизвестно, но предполагается, что это произошло 23 апреля 1973 близ деревни Гома Це-Це в департаменте Пул. 24 апреля, по указанию Нгуаби, трупы выставлены в Браззавиле на публичное обозрение.

## Реабилитация
В марте 1977 года Мариан Нгуаби был убит в результате заговора. Президентом НРК стал Жоаким Йомби-Опанго, с 1979 — Дени Сассу-Нгессо.
В 1991 году Национально-государственная конференция приняла программу демократических реформ в Республике Конго. Анж Диавара и другие участники Движения 22 февраля были политически реабилитированы.